# Micrathene
Micrathene is een geslacht van vogels uit de familie uilen (Strigidae). Het geslacht telt één soort.

## Soorten
- Micrathene whitneyi – Cactusuil